# Operazione Winterzauber
L'operazione Winterzauber fu un'operazione contro i partigiani sovietici, durata dal 15 febbraio al 30 marzo 1943, volta a creare una zona spopolata di 30–40 km lungo il confine bielorusso-lettone. Fu condotta principalmente dai collaborazionisti lettoni sotto l'egida tedesco nel triangolo tra Sebež, Osveya e Polack nel nord della Bielorussia (nei distretti di Verchnjadzvinsk, Osveya, Polack, Rasony) e nel distretto di Sebežskij dell'oblast' di Pskov in Russia; nella Russia sovietica divenne nota come "il massacro di Osveya". Secondo il Ministero degli esteri della Federazione Russa, la giustizia tedesca qualificò l'operazione come un crimine contro l'umanità.

## Obiettivi
L'operazione mirò a creare una zona cuscinetto priva di popolazione ed insediamenti per una larghezza di 40 km tra Verchnjadzvinsk nel sud, Zilupe e Smolnya nel nord, coprendo l'area bielorussa compresa tra Osveya, Verchnjadzvinsk, Polack, Sebež e Rasony: questa zona, nelle intenzioni, servì a privare i partigiani dei loro punti di forza e delle loro principali risorse.

## L'operazione e il bilancio delle vittime
Le esecuzioni furono eseguite nelle abitazioni degli stessi compaesani, con i corpi ricoperti di paglia e poi dati alle fiamme negli stessi edifici. Le prove, da fonti russe, indicano che molti furono anche deliberatamente bruciati vivi. I restanti, per lo più donne e bambini, furono condotti a piedi nel luogo della cosiddetta "seconda chiusura"; coloro che non furono in grado di sostenere lo spostamento furono fucilati sul posto. Le persone furono spostate in altri campi, incluso il campo di concentramento di Salaspils, dove le donne furono separate dai loro figli e mandate a lavorare in Germania o in Lettonia.
Tra il 16 ed il 18 febbraio 1943, i nazisti distrussero il villaggio di Rositsa. Le persone più giovani ed in salute furono inviate alla stazione di Bigosovo, caricate sui carri e portate al campo di concentramento di Salaspils. Le persone restanti furono bruciate nelle case. Tra le vittime ci furono i sacerdoti cattolici Jury Kashyra e Antoni Leszczewicz: il primo fu bruciato con gli altri residenti, l'altro fu fucilato per le insistenti richieste di salvare i bambini (secondo altre fonti anche loro bruciati). Nel 1999, Papa Giovanni Paolo II dichiarò beati i due sacerdoti assassinati.
Diverse centinaia di villaggi furono distrutti; nella zona di Osveya furono bruciati 183 villaggi, 11 383 persone furono uccise e oltre 7500 residenti furono deportati: gli adulti per lavorare in Germania, i bambini nel campo di concentramento di Salaspils. I partigiani nella regione di Novgorod, i partigiani bielorussi, i partigiani sovietici in Lettonia e la stessa popolazione locale resistettero disperatamente agli invasori nazisti. L'episodio più noto fu la lotta di novanta partigiani lettoni sovietici contro quattro battaglioni lettoni, supportati da carri armati e aerei, sulla collina di Apsu Kalny. Per salvare i civili, il comando della 6ª armata aerea sovietica diede vita a un'operazione di soccorso aereo durante la quale furono evacuate da otto a undicimila persone nel territorio sovietico.
Il testimone sopravvissuto Valentin Martsinkevich, che aveva dieci anni al momento dell'atrocità, ricordò:
Ricordò anche che furono trasportati in treno al campo di concentramento di Salaspils. Durante il trasporto non fu dato loro né cibo né acqua, e durante il trasporto morirono i bambini più piccoli. Ad una fermata a Daugavpils, chiesero ai passanti di lanciare la neve attraverso il finestrino nella carrozza del treno.
Secondo il controverso storico russo Alexander Dyukov, durante questa operazione furono uccisi 221 partigiani e circa 3 900 abitanti locali, oltre 7000 di loro furono deportati per i lavori forzati o imprigionati nel campo di concentramento di Salaspils, 439 villaggi furono bruciati oppure 70 partigiani e furono uccisi dai 10000 ai 12 000 abitanti locali, comprese donne e bambini, e fu istituita una "zona morta" larga 15 km.

## Formazioni punitive
L'operazione fu supervisionata dalle SS e dal capo della polizia della regione baltica, SS-Obergruppenführer Friedrich Jeckeln.
L'operazione fu tenuta principalmente dai battaglioni della polizia lettone:
- 271º battaglione di polizia lettone di Aizpute;
- 273º battaglione di polizia lettone Ludza;
- 276º battaglione di polizia lettone di Kuldiga;
- 277º Battaglione di Polizia lettone Sigulda;
- 278º Battaglione di Polizia lettone Dobele;
- 280º battaglione di polizia lettone Bolderaya;
- 281º Battaglione di polizia lettone di Abrene.

Per l'operazione inizialmente furono previsti anche:
- Il 50º battaglione di polizia ucraino;
- Una compagnia di polizia delle SS;
- La contraerea tedesca;
- Una batteria di artiglieria tedesca;
- Due plotoni di comunicazione tedeschi;
- Il 2º gruppo aereo per scopi speciali.

Le unità tedesche e il battaglione di polizia ucraino non furono inclusi nella composizione dei gruppi di combattimento, che fungevano da riserva.
Durante l'operazione sono state aggiunte altre nuove formazioni:
- Fu formato frettolosamente il 282º battaglione di "sicurezza" lettone;
- Il 2º battaglione di polizia lituano;
- Il 36º battaglione di polizia estone Rota;
- L'Einsatzkommando della polizia di sicurezza al comando del SS-Obersturmführer Krause;
- L'Einsatzkommando sotto il comando del SS-Hauptsturmführer Kaufmann;

Il numero totale di Einsatzkommando della polizia di sicurezza e dell'SD fu di 210 persone. Il numer ocomplessivo delle forze coinvolte nell'operazione fu di circa 4 000 persone.